# Lubajny
Lubajny (deutsch Lubainen) ist ein Ort in der polnischen Woiwodschaft Ermland-Masuren. Er gehört zur Gmina Ostróda (Landgemeinde Osterode in Ostpreußen) im Powiat Ostródzki (Kreis Osterode in Ostpreußen).

## Geographische Lage
Lubajny liegt am Westufer der Drewenz (polnisch Drwęca) im Westen der Woiwodschaft Ermland-Masuren, vier Kilometer östlich der Kreisstadt Ostróda (deutsch Osterode in Ostpreußen).

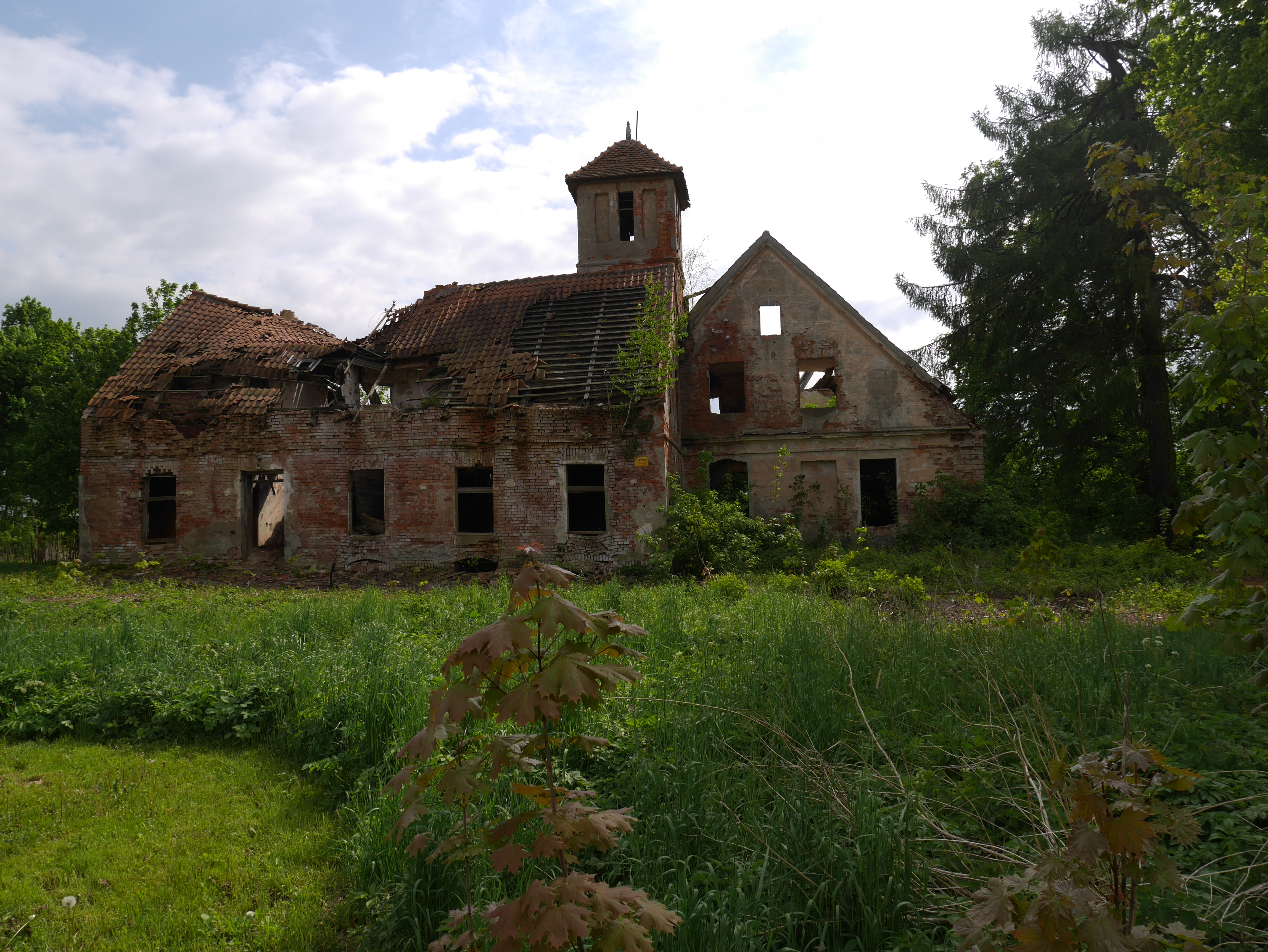
Ehemaliges Gutshaus Lubainen in Lubajny

## Geschichte

### Ortsgeschichte
Das einstige Gut und die spätere Gemeinde Lubainen wurde 1396 erstmals erwähnt. Wie das Nachbargut Neugut (polnisch Nowe Siedlisko) war auch das Gut Lubainen lange Zeit im Besitz der Familie Brüsewitz. Am 7. Mai 1874 wurde der Ort Amtsdorf und damit namensgebend für einen Amtsbezirk im Kreis Osterode in Ostpreußen innerhalb des Regierungsbezirk Königsberg (nach 1905: Regierungsbezirk Allenstein in der preußischen Provinz Ostpreußen).
Im Jahre 1910 waren im Gutsbezirk Lubainen 337 Einwohner gemeldet. Am 4. Mai 1928 wurde der Amtsbezirk Laubainen in „Amtsbezirk Hirschberg“ umbenannt. Die Zahl der Einwohner änderte sich für die auch ab 1928 bestehende Landgemeinde Lubainen mit dem Ortsteil Neugut auf 340 im Jahre 1933 und 358 im Jahre 1939.
Als 1945 in Kriegsfolge das gesamte südliche Ostpreußen an Polen überstellt werden musste, war auch Lubainen davon betroffen. Das Dorf erhielt die polnische Namensform „Lubajny“ und ist heute mit dem Sitz eines Schulzenamts (polnisch Sołectwo) eine Ortschaft im Verbund der Landgemeinde Ostróda (Osterode in Ostpreußen) im Powiat Ostródzki (Kreis Osterode in Ostpreußen), bis 1998 der Woiwodschaft Olsztyn, seither der Woiwodschaft Ermland-Masuren mit Sitz in Olsztyn (Allenstein) zugehörig.

### Amtsbezirk Lubainen (1874–1928)
In der Zeit seines Bestehens wurde der Amtsbezirk Lubainen aus drei Kommunen gebildet:
| Deutscher Name | Polnischer Name |
| -------------- | --------------- |
| Hirschberg     | Idzbark         |
| Lubainen       | Lubajny         |
| Warneinen      | Worniny         |

## Kirche

### Evangelisch
Bis 1945 war Lubajnen in die evangelische Landkirche Osterode i. Ostpr. in der Kirchenprovinz Ostpreußen der Kirche der Altpreußischen Union eingegliedert. Der Bezug zur Kreisstadt besteht auch für die evangelischen Kirchenglieder in Lubajny: sie sind der dortigen Kirchengemeinde in der Diözese Masuren der Evangelische-Augsburgischen Kirche in Polen zugeordnet.

### Römisch-katholisch

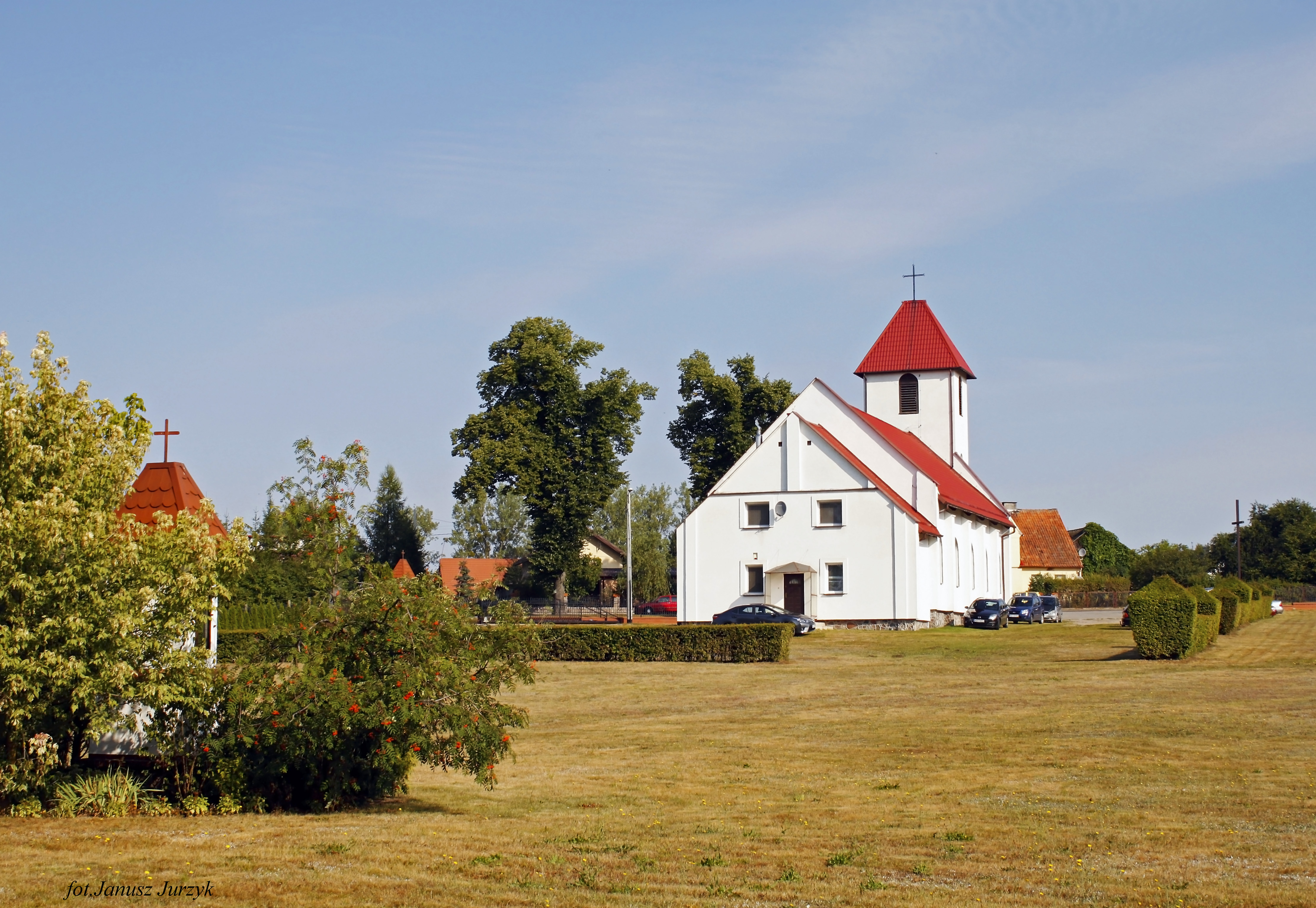
Die römisch-katholische St.-Benedikt-Kirche in Lubajny

Die römisch-katholischen Einwohner Lubainens gehörten vor 1945 zur Pfarrgemeinde in Osterode. Diese Verbindung bestand auch noch nach 1945 für Lubajny, bis das Dorf eine eigene Kirche erhielt und ab dem 1. Juni 2005 auch eine eigene Pfarrei wurde – gewidmet dem Hl. Benedikt. Sie ist Teil des Dekanats Ostróda-Wschód (Osterode Ost) im Erzbistum Ermland.

## Verkehr

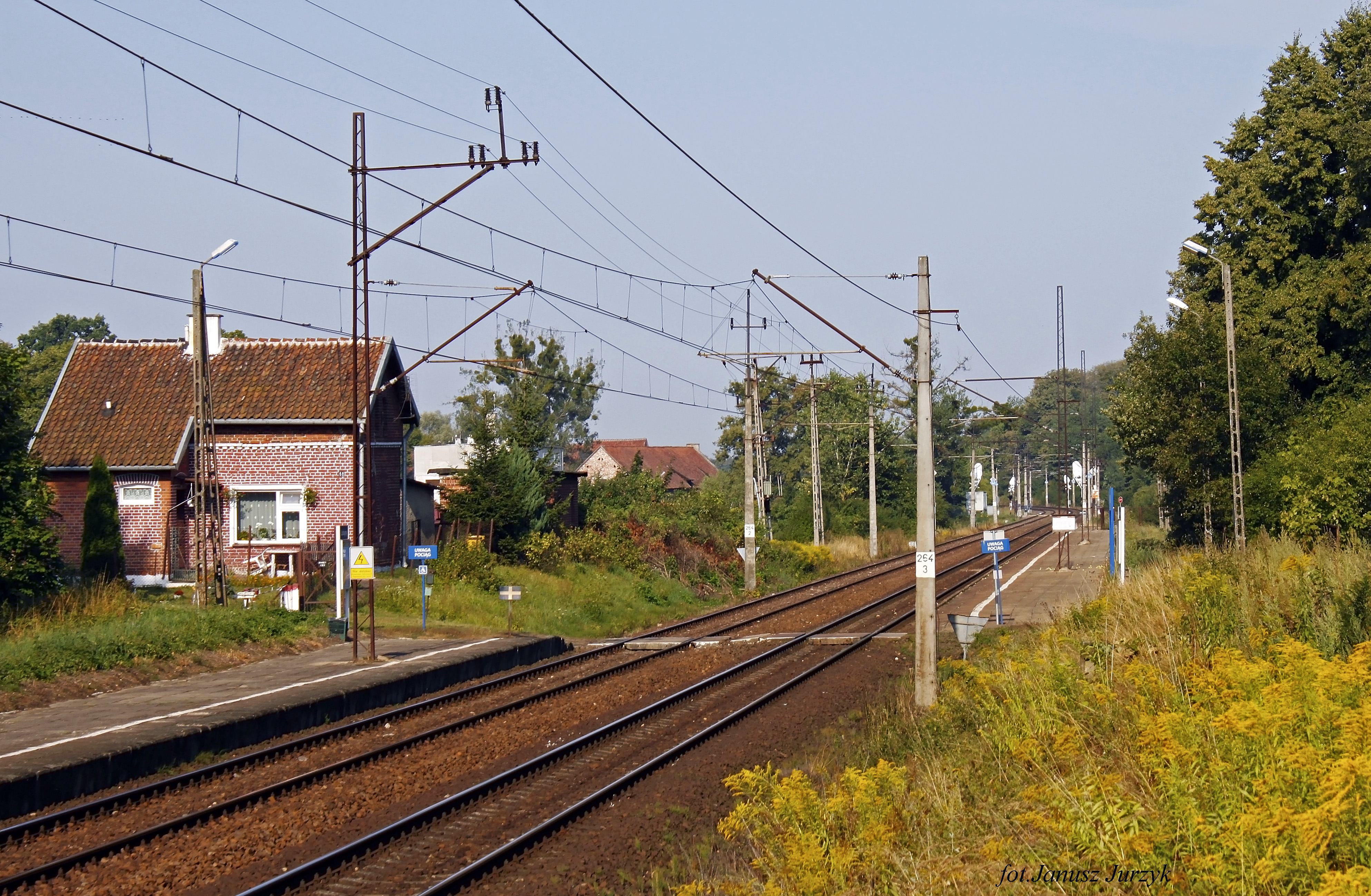
Bahnstation Lubajny

### Straße
Lubajny liegt an der Kreisstraße (polnisch Droga powiatowa, DP) 1320N, die von der Kreisstadt Ostróda bis nach Stare Jabłonki (Alt Jablonken, 1938 bis 1945 Altfinken) verläuft. Von Zwierzewo (Thierberg) aus besteht eine Landwegverbindung nach Lubajny.

### Schiene
Seit dem Jahre 1972 ist Lubajny eine Bahnstation an der von Posen bis in die russische Oblast Kaliningrad (Königsberger Gebiet) führenden Bahnstrecke Toruń–Tschernjachowsk (deutsch Thorn–Insterburg).